# Mustafa Khar
Ghulam Mustafa Khar (* 1938) ist ein pakistanischer Politiker.

## Leben
Khar entstammt einer Großgrundbesitzerfamilie aus dem Punjab in Pakistan. Die Familie gehört zum Stamm der Kharral Jatt. Er war der älteste Sohn von acht Kindern seiner Mutter, der dritten Frau seines Vaters. Aufgewachsen ist er in Kot Addu. 1962 erhielt er einen Sitz in der Nationalversammlung. 1967 wurde von Zulfikar Ali Bhutto die gemäßigt sozialistisch ausgerichtete Pakistanische Volkspartei (PPP) gegründet. Mustafa Khar war eines seiner Gründungsmitglieder und ein Vertrauter des späteren Ministerpräsidenten. 1972 wurde er Gouverneur und militärischer Befehlshaber des Punjab, von 1973 bis 1974 war er Regierungschef des Punjab. Er galt damals als zweitmächtigster Politiker Pakistans. Danach wurde er entmachtet, weil Bhutto fürchtete, Khar könne seinen Posten einnehmen wollen. Khar trat aus der PPP aus. Nach dem Militärputsch 1977 durch General Mohammed Zia-ul-Haq ging Khar ins Exil.
Khar war siebenmal verheiratet und ist Vater von zehn Kindern. Seine sechste Ehefrau Tehmina Durrani veröffentlichte 1990 eine Autobiographie, in der sie ihn als charismatischen Politiker und zugleich als brutalen Schläger gegenüber von ihm abhängigen Frauen beschreibt.
Später trat Khar wieder in die PPP ein. In der zweiten Regierungszeit von Benazir Bhutto von 1993 bis 1996 war Khar Wasser- und Energieminister.
Seine Nichte Hina Rabbani Khar war von 2011 bis 2013 pakistanische Außenministerin.